# Корисні копалини Ботсвани
Корисні копалини Ботсвани
Надра Ботсвани багаті корисними копалинами. Тут виявлені родовища алмазів, золота, нафти, нікелю, міді, марганцю, кобальту, свинцю, цинку, кам'яного вугілля, азбесту, сірки, тальку, брому і інш.:

## Основні корисні копалини Ботсвани станом на 1998-99 рр
| Корисні копалини                       | Запаси       | Запаси   | Вміст корисного компоненту в рудах, % | Частка у світі, % |
| Корисні копалини                       | Підтверджені | Загальні | Вміст корисного компоненту в рудах, % | Частка у світі, % |
| Алмази, млн кар. -природних -ювелірних |              | 390 110  |                                       | 32,9 25           |
| Золото, т                              | 8            | 11       | 5,5 г/т                               | 0,4               |
| Кобальт, тис. т                        | 56           | 70       | 0,06 (Со)                             | 1                 |
| Мідь, тис. т                           | 1190         | 1380     | 0,71(Cu)                              | 0,2               |
| Нікель, тис. т                         | 780          | 810      | 0,7 (Ni)                              | 1,6               |
| Вугілля, млн т                         | 7000         | 21700    |                                       |                   |

## Видобуток основних корисних копалин у Ботсвані (т)
| Корисна копалина                                  | 2000          | 2001          |
| Алмази (тис. кар.) в тому числі на копальні Орапа | 24 651 12 172 | 26 417 13 056 |
| Мідно-нікелева маса                               | 29 932        | Н/д           |
| Мідь                                              | 16 300        | 14 900        |
| Нікель                                            | 13 400        | 12 600        |
| Кобальт                                           | 211           | Н/д           |

Джерело: Банк Ботсвани; De Beers; Botswana RST.

## Окремі види корисних копалин
Алмази займають провідне місце серед корисних копалин країни. Ботсвана має унікально великі запаси природних та ювелірних алмазів. Перша кімберлітова трубка була виявлена в 1967 біля селища Орапа за 240 км на захід від міста Франсістауна. Першими були знайдені трубки BK1, BK2 і BK3. За ними пішла Орапа (AK1- третя за величиною поверхневої площі діатрема світу – 116 га). Усього в районі Орапи було відкрито понад 50 кімберлітових трубок. Згодом були знайдені трубки в районах Летлхакане і Цваненга. Трубки родовища Летлхакане (DK1 і DK2, за 40 км південно-східніше за Орапи) були відкриті в 1968 р.
Родовище алмазів Джваненг розташоване за 17 км східніше за трубку Орапа і складається з п'яти кімберлітових трубок, відомих як група ВК. Основна частка (88 %) запасів міститься в трубці ВК9. У декількох сотнях метрів від неї — трубці ВК12 — міститься 5 % запасів, а інші 7 % — в трубках ВК1 і ВК15, розташованих відповідно в 5.4 і 21 км від головної.
Алмази Ботсвани відрізняються дуже високою якістю: 30 % з них використовуються для виготовлення ювелірних виробів.
Наступні за значенням місця (після алмазів) займають багаті поклади мідно-нікелевої руди у міста Селебі-Пікве і високосортного кам'яного вугілля на сх. країни біля селища Ммамабула.
Мідь. За підтвердженими запасами мідних руд 4-е місце в Африці (після Дем. Респ. Конго, Замбії та Намібії). Родовища розташовані на півн.-заході та півн.-сході країни. На півн.-заході в Дамарському поясі мідна мінералізація простежена на тер. Нгвако і приурочена до горизонту вапнякових аргілітів верхнього протерозою, формація Ганзі товщиною 1-20 м, протяжністю 300 м. На півн.-сході родовища в районі Мацітама локалізовані в півд.-західній частині однойменного зеленокам'яного поясу кварцитах, кременистих вапняках, біотитових сланцях. Північніше, в цьому ж поясі розташована група родовищ Бушмен. Мідно-нікелеві родов. локалізовані на півн.-сході країни. Родов. Пікве-Селебі приурочене до центр. зони Лімпопо. В районі Селкерка, на схід від Франсістауна, відомо декілька мідно-нікелевих родовищ, найбільше з яких – Селкерк. Перспективним для відкриття мідно-нікелевих родовищ є пояс Лімпопо (райони Магогафате, Бейнс-Дріфт, Півн. Селебі та ін.).
Вугілля. За запасами вугілля Б. займає 2-е місце в Африці. Родовища знаходяться в найбільш освоєних районах країни – басейни Марапуле, Мамабуле, Фолі (Мукане). Вугленосними є пермські відклади системи Карру (світа Екка). Продуктивні горизонти потужністю до 30 м на глибині до 150 м. Вугілля енергетичне, середня зольність 20 %, сірки 2 %, теплотворна здатність 22-26 МДж/кг. Найбільші родовища – Марапуле (заг. запаси 1-1,5 млрд т) та Мамабуле. Значні запаси є в районах Квевенг, Шошонг, Фолі та Вукве.
Марганцева руда є на півд.-сх. Ботсвани. Родов. марганцю локалізовані поблизу Каньє та Габороне. Найбільше родов. – Кгвакве приурочене до горизонтів глинистих сланців ниж. протерозою потужністю 1-2,5 м. Широко розвинуті кори вивітрювання. Аналогічними є родов. Оце, Рамацва, Лобаце. Дуже перспективним є район Палапьє.
Уран. Прояви уранових руд відкриті в Серуле в калькретах Калахарі (1,2 млн т уранової охри з вмістом 0,07 % U2O3), в фельзитах Каньє (0,02-1 % U2O3) у відкладах Карру на сході країни.
Золото. Численні родов. золота розташовані в поясі Таті. У районі Магогафате відома золото-мідна мінералізація.
Азбест. Родов. азбесту розташовані на півд.-сході країни в районі Каньє. Хризотил-азбест локалізується в зоні контакту серпентинізованих доломітів ниж. протерозою з долеритами. На родов. Мошанег зона хризотил-азбесту простежується на 4,5 км; Какеа-Пен – на 50 км при ширині 3-4 км. Азбест коротковолокнистий.
Гіпс. Родов. гіпсу – Топсі та Лебунг (загальні запаси кожного 1,5 млн т) приурочені до тріасових відкладів Карру і Фолі на сході країни.
Сіль та сода. Розвідані також поклади солі та природної соди. На півн.-сході країни, у западині Суа, відкритий соляний басейн пл. 900 км². Розсоли шаром товщиною 30 м залягають на глибині 30 м.
Інші корисні копалини. У Ботсвані є також родов. кіаніту, флюориту, вогнетривких глин, каоліну, мармуру, інших буд. матеріалів, прояви напівдорогоцінних каменів.